# RAB学苑
RAB学苑 (アール・エー・ビーがくえん) は青森放送(RAB)が経営している青森市緑にあるショッピングセンター「サンロード青森」3階のカルチャーセンターである。

## 概要
昭和58年7月にサンロード青森内で設立。生涯学習(カルチャー)を通じての生きがいづくりを手伝い、地域活性化に協力する施設を目指して運営されている。

## 講座
基本的にサンロード青森3階で各講座が開かれているが、出前講座などもしている。不定期で講座の内容をリニューアルしたり、難易度別に設けられていて2024年11月時点で130講座が開かれている。
スキルアップ講座
語学・ビジネス・資格取得など
こども講座
キッズ絵画、小中高生の絵画基礎、電子ピアノ、K-POPカバーダンス、ガールズK-POP、Hiphop、キッズ英会話、スーパーそろばん、津軽三味線、将棋、囲碁、習字、こども合気道、ジュニア卓球、ベリーダンス、チアダンス、バレエ
健康づくり講座
ヨガ、太極拳、合気道、リズム体操、ピラティス、バレエ、社交ダンス、
脳活性化講座
お菓子教室、料理教室、和裁、洋裁、淡彩・水彩画、鉛筆画、日曜絵画、百人一首、フラワーアレンジメント、茶道(裏千家)、着付け教室、書道＆ペン字、俳句、日本刺繍、レザーアート、パーチメントクラフト、こぎん刺し、折り紙、ポーセラーツ、カルトナージュ、パッチワーク、ステンドグラス、健康麻雀、囲碁、マジック
生きがいづくり講座
ボイストレーニング、マンドリン、ピアノ、クラシックギター、アコースティックギター、ウクレレ、篠笛、津軽三味線、津軽民謡、賛美歌、観世流仕舞、謡曲と仕舞

## 教室
サンロード青森3階の東側のかなり広い区画をRAB学苑が専有しているが、講座の受講だけでなく一般の方向けに各種教室の時間貸しを行っている。
和室、会議室、スタジオなど広さも多様